# Grant Sampson
Grant Sampson (Brackenfell, 26 januari 1982) is een Zuid-Afrikaanse darter die uitkomt voor de PDC.

## Carrière
Sampson wist zich op 9 oktober 2022 voor het eerst in zijn carrière te kwalificeren voor het PDC Wereldkampioenschap via de Africa Qualifier. In de halve finale van het kwalificatietoernooi schakelde hij Devon Petersen uit en in de finale haalde hij het van Laezeltrich Wentzel.
Bij zijn debuut op het wereldkampioenschap wist Sampson in de eerste ronde verrassend te winnen van Keane Barry, waarna Kim Huybrechts in de tweede ronde te sterk bleek.

## Resultaten op wereldkampioenschappen

### PDC
- 2023: Laatste 64 (verloren van Kim Huybrechts met 0-3)